# Herbert Bicker
Herbert Bicker (1º novembre 1975) è un ex calciatore liechtensteinese, di ruolo centrocampista.

## Carriera

### Nazionale
Ha collezionato 13 presenze con la propria Nazionale.